# Oripoda elongata
Oripoda elongata är en kvalsterart som beskrevs av Banks och Theodore Pergande 1904. Oripoda elongata ingår i släktet Oripoda och familjen Oripodidae. Inga underarter finns listade i Catalogue of Life.